# Periandra
Periandra es un género de plantas con flores con 15 especies perteneciente a la familia Fabaceae. Es originario de Sudamérica.

## Especies
- Periandra acutifolia
- Periandra angulata
- Periandra angustifolia
- Periandra berteriana
- Periandra caespitosa
- Periandra coccinea
- Periandra densiflora
- Periandra dulcis
- Periandra gracilis
- Periandra heterophylla
- Periandra mediterranea
- Periandra mucronata
- Periandra parviflora
- Periandra pujalu
- Periandra racemosa